# Flins
Flins é o deus da morte na mitologia vêneda.
Há também uma grande pedra próximo a Szprotawa na Polônia, referida como Flins, embora sua conexão com qualquer culto de Flins seja amplamente conjectural. Todavia, o Flins, tanto a pedra quanto o deus, forma um dos temas de pesquisa do museu histórico local, Muzeum Ziemi Szprotawskiej.